# Луція Єпес
Луція Ямілет Єпес Гузман (ісп. Lucía Yamileth Yépez Guzmán; нар. 18 лютого 2001) — еквадорська борчиня вільного стилю, срібна призерка Олімпійських ігор 2024 року, бронзова призерка Панамериканського чемпіонату, учасниця Олімпійських ігор 2020 року. Перша еквадорська спортсменка, що здобула олімпійську медаль у боротьбі як серед жінок, так і серед чоловіків. Вона також є першою для Еквадору призеркою чемпіонату світу з боротьби серед дорослих.

## Життєпис
Багаторазова чемпіонка та призерка міжнародних турнірів світового рівня у молодших світових групах. У тому числі, була чемпіонкою світу серед молоді.
У 2021 році на олімпійському кваліфікаційному турнірі в Софії посіла друге місце, що дозволило їй відібратись на літні Олімпійські ігри в Токіо. На Олімпіаді Єпес виграла перший поєдинок з рахунком 9:6 у представниці Казахстану російського походження Валентини Ісламової. Однак у наступному поступилася з рахунком 0:10 представниці Японії Юї Сусакі, що стала олімпійською чемпіонкою цього турніру. Оскільки японська спортсменка пройшла до фіналу, Луція Єпес змогла взяти учать у втішних сутичках за бронзову нагороду. Однак відмовилась від поєдинку з представницею Монголії Цогт-Очірин Намуунцецег через травму, посівши у підсумку восьме місце.
Здобувши бронзу на чемпіонаті світу 2023 року, Єпес отримала ліцензію на участь в літніх Олімпійських іграх 2024 року в Парижі. На цьому чемпіонаті еквадорська спортсменка виграла три поєдинки з чотирьох, поступившись лише раз у чвертьфіналі японці Акарі Фудзінамі, яка зуміла покласти Луцію на лопатки, вийшла до фіналу, де перемогла і стала чемпіонкою світу.
На Олімпіаді в Парижі Луція Єпес дійшла до фіналу, впевнено розібравшись з усіма суперницями. У першому колі вона перемогла Чо Хьйо Гйон з Північної Кореї (7:4), у другому поклала на лопатки румунку Андреа Ану, у півфіналі здолала представницю Німеччини Анніку Вендл (10:0). У фіналі її чекала зустріч з японською кривдницею на останньому чемпіонаті світу. Але й на цей раз Акарі Фудзінамі виявилась сильнішою, здолавши еквадорку з рахунком 10:0. Тим не менш срібна олімпійська медаль Єпес виявилась історичною для її країни, оскільки стала першою у цьому виді спорту.

## Спортивні результати на міжнародних змаганнях

### Виступи на Олімпіадах
| Змагання                    | Збірна  | Вагова категорія          | Місце  |
| --------------------------- | ------- | ------------------------- | ------ |
| Літні Олімпійські ігри 2020 | Еквадор | жіноча боротьба, до 50 кг | 8      |
| Літні Олімпійські ігри 2024 | Еквадор | жіноча боротьба, до 53 кг | Срібло |

### Виступи на Чемпіонатах світу
| Змагання                        | Збірна  | Вагова категорія          | Місце  |
| ------------------------------- | ------- | ------------------------- | ------ |
| Чемпіонат світу з боротьби 2022 | Еквадор | жіноча боротьба, до 53 кг | 5      |
| Чемпіонат світу з боротьби 2023 | Еквадор | жіноча боротьба, до 53 кг | Бронза |

### Виступи на Панамериканських іграх
| Змагання                  | Збірна  | Вагова категорія          | Місце  |
| ------------------------- | ------- | ------------------------- | ------ |
| Панамериканські ігри 2023 | Еквадор | жіноча боротьба, до 53 кг | Золото |

| Змагання                       | Збірна  | Вагова категорія          | Місце  |
| ------------------------------ | ------- | ------------------------- | ------ |
| Південноамериканські ігри 2022 | Еквадор | жіноча боротьба, до 53 кг | Золото |

### Виступи на Панамериканських чемпіонатах
| Змагання                                   | Збірна  | Вагова категорія          | Місце  |
| ------------------------------------------ | ------- | ------------------------- | ------ |
| Панамериканський чемпіонат з боротьби 2022 | Еквадор | жіноча боротьба, до 55 кг | Бронза |
| Панамериканський чемпіонат з боротьби 2023 | Еквадор | жіноча боротьба, до 55 кг | Золото |
| Панамериканський чемпіонат з боротьби 2024 | Еквадор | жіноча боротьба, до 53 кг | Золото |

### Виступи на інших змаганнях
| Змагання                                                          | Збірна  | Вагова категорія          | Місце  |
| ----------------------------------------------------------------- | ------- | ------------------------- | ------ |
| Турнір Дана Колова — Николи Петрова 2021                          | Еквадор | жіноча боротьба, до 50 кг | Золото |
| Олімпійський кваліфікаційний турнір з боротьби 2021 (Софія)       | Еквадор | жіноча боротьба, до 50 кг | Срібло |
| Боліваріанські ігри 2022                                          | Еквадор | жіноча боротьба, до 53 кг | Золото |
| Відкритий чемпіонат Загреба з боротьби 2023                       | Еквадор | жіноча боротьба, до 53 кг | 11     |
| Турнір Ібрагіма Мустафи з боротьби 2023                           | Еквадор | жіноча боротьба, до 53 кг | Золото |
| Відкритий чемпіонат Польщі з боротьби 2023                        | Еквадор | жіноча боротьба, до 53 кг | Золото |
| Турнір Каба Уулу Кодомкулу та Раатбека Санатбаєва з боротьби 2023 | Еквадор | жіноча боротьба, до 53 кг | Бронза |
| Меморіал Поляка Імре та Варги Яноша 2023                          | Еквадор | жіноча боротьба, до 53 кг | Срібло |
| Відкритий чемпіонат Загреба з боротьби 2024                       | Еквадор | жіноча боротьба, до 53 кг | 12     |

### Виступи на змаганнях молодших вікових груп
| Змагання                                                   | Збірна  | Вагова категорія          | Місце  |
| ---------------------------------------------------------- | ------- | ------------------------- | ------ |
| Чемпіонат Південної Америки з боротьби серед школярів 2016 | Еквадор | жіноча боротьба, до 48 кг | Золото |
| Панамериканський чемпіонат з боротьби серед школярів 2016  | Еквадор | жіноча боротьба, до 48 кг | Золото |
| Панамериканський чемпіонат з боротьби серед кадетів 2016   | Еквадор | жіноча боротьба, до 43 кг | Золото |
| Панамериканський чемпіонат з боротьби серед кадетів 2017   | Еквадор | жіноча боротьба, до 46 кг | Срібло |
| Чемпіонат Південної Америки з боротьби серед кадетів 2017  | Еквадор | жіноча боротьба, до 49 кг | Золото |
| Чемпіонат світу з боротьби серед кадетів 2017              | Еквадор | жіноча боротьба, до 46 кг | Бронза |
| Південноамериканські ігри серед кадетів 2017               | Еквадор | жіноча боротьба, до 46 кг | Золото |
| Панамериканський чемпіонат з боротьби серед кадетів 2018   | Еквадор | жіноча боротьба, до 49 кг | Бронза |
| Чемпіонат світу з боротьби серед кадетів 2018              | Еквадор | жіноча боротьба, до 49 кг | 5      |
| Панамериканський чемпіонат з боротьби серед юніорів 2019   | Еквадор | жіноча боротьба, до 50 кг | Золото |
| Чемпіонат світу з боротьби серед юніорів 2019              | Еквадор | жіноча боротьба, до 50 кг | 5      |
| Панамериканський чемпіонат з боротьби серед юніорів 2021   | Еквадор | жіноча боротьба, до 50 кг | Золото |
| Панамериканські ігри серед юніорів 2021                    | Еквадор | жіноча боротьба, до 50 кг | Золото |
| Чемпіонат світу з боротьби серед молоді 2021               | Еквадор | жіноча боротьба, до 53 кг | Золото |
| Чемпіонат світу з боротьби серед молоді 2022               | Еквадор | жіноча боротьба, до 53 кг | Срібло |